# Ян Сакран
Ян Сакра́н (пол. Jan Sacranus z Oświęcimia (*1443, Освенцим — †1527, Краків) — професор, ректор Краківської Академії, капелан і сповідник польських королів Яна Олбрахта, Александра і Сигізмунда І Старого, краківський і куявський канонік та королівський дипломатичний агент.
У 1500 р. він видав трактат під назвою «Перелік заблукань рутенського обряду» (лат. Elucidarium errorum ritus Ruthenici), крім того 1507-1508 року перевидав ще й у скороченому варіанті під назвою «Заблукання найупертіших рутенців» (лат. Errores Atrocissimorum Ruthenorum). У ньому він знайшов сорок помилок у православній вірі. Українці названі дуже великими дикунами і ворогами римської церкви. Тут повністю відкинуто гадку про можливість унії православних українців з Римом.
Це породило надію католикам на повне поглинання православної церкви, а для православних вірників стало великою образою. Твір викликав полеміку серед духовних і світських можновладців України, Польщі і Литви.